# Antonia Zárate (obraz Francisca Goi, 1805)
Antonia Zárate – obraz olejny hiszpańskiego malarza Francisca Goi znajdujący się w kolekcji National Gallery of Ireland w Dublinie.

## Okoliczności powstania

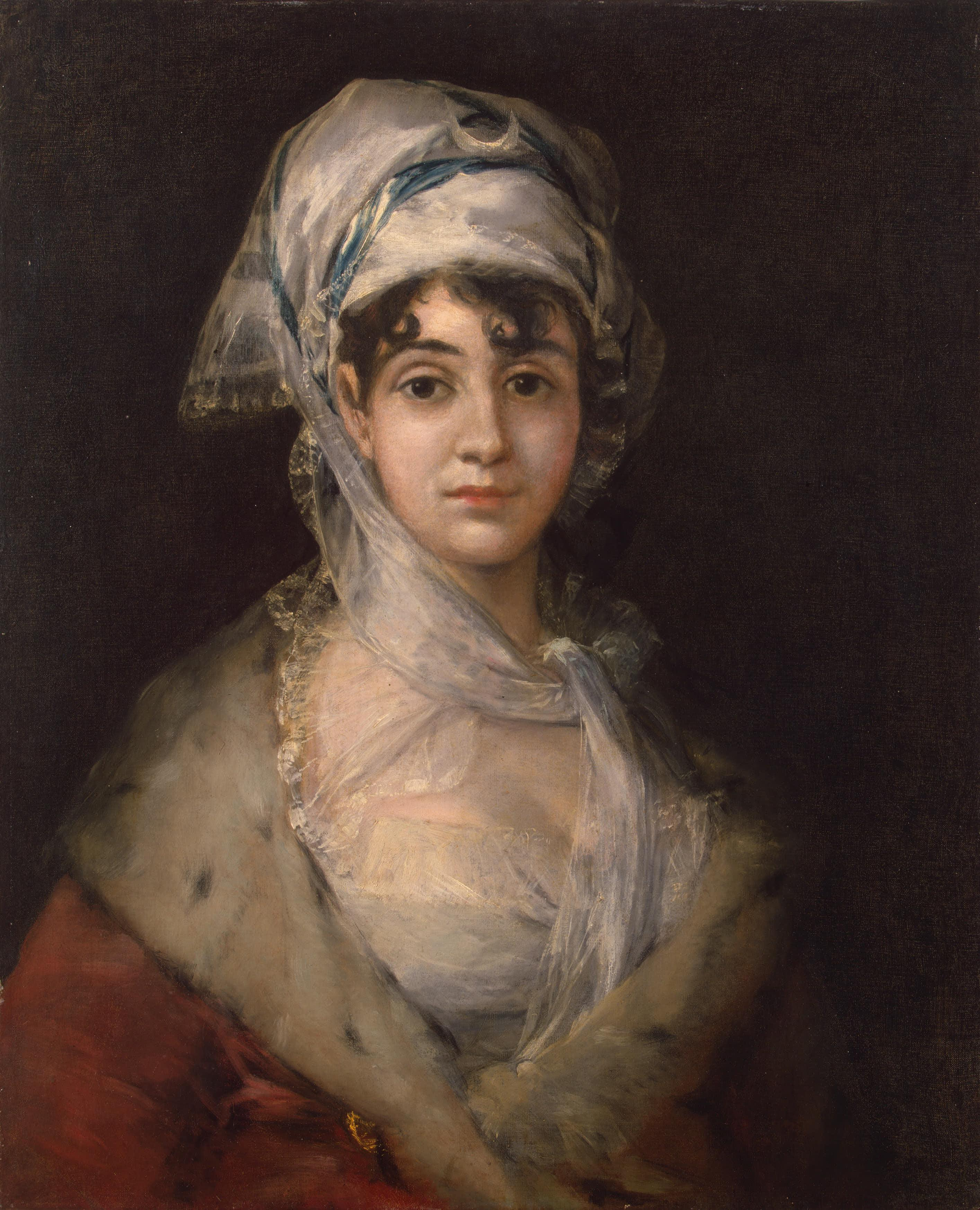
Antonia Zárate, Goya, ok. 1811, Ermitaż

Antonia Zárate y Aguirre Murguía (1775–1811) urodziła się w Barcelonie, była córką aktora i dyrektora zespołu teatralnego. Kontynuowała rodzinną tradycję jako aktorka i śpiewaczka, pracowała głównie w Madrycie, grając drugoplanowe role. Jej mąż Bernardo Gil był aktorem komediowym i tenorem w Teatro del Príncipe w Madrycie, a syn Antonio Gil y Zárate został znanym poetą i dramaturgiem. W 1804 Bernardo Gil wyjechał z rodziną na kilka lat do Francji, być może Antonia wróciła do Madrytu na krótko przed spowodowaną gruźlicą śmiercią w 1811. Antonia należała do kręgu dramaturga Leandra de Moratína, bliskiego przyjaciela Goi. Jako wykonawcę testamentu mianowała bankiera Manuela Garcíę de la Prada, również znajomego Goi.
Goya był utalentowanym i wziętym portrecistą, jego karierze nie zaszkodziła głuchota, na którą cierpiał po przebytej w 1792 roku chorobie. Malował członków rodziny królewskiej, arystokracji, burżuazji, duchownych, polityków, bankierów, wojskowych oraz ludzi związanych z kulturą. Często portretował też swoich przyjaciół z kręgu liberałów i ilustrados. Był miłośnikiem teatru i namalował podobizny znanych aktorów i aktorek takich jak: Rita Luna, Rosario Fernández „Tyranka” czy Isidoro Máiquez. Antonię Zárate sportretował dwukrotnie. Drugi portret z 1811 znajduje się w Ermitażu w Petersburgu, możliwe, że został wykonany pośmiertnie na podstawie starszego portretu. Na obu portretach twarz i fryzura aktorki są niemal identyczne, obrazy różnią się strojem i tłem.
Data powstania portretu z National Gallery nie jest znana, nie można go też powiązać z żadnym konkretnym momentem w jej życiu. Portret jest datowany na ok. 1805–1806 na podstawie stylu i palety malarza, oraz stroju i fryzury aktorki, typowych dla pierwszej dekady XIX wieku. Jednak w tym okresie aktorka najprawdopodobniej przebywała we Francji. Według Calva Serrallera strój i sposób przedstawienia postaci są zbliżone do innych portretów Goi takich jak Dama w mantyli i baskinii oraz Portret damy z wachlarzem powstałych między 1800–1807. Manuela Mena wskazuje na okres wojny niepodległościowej (1808–1812) i podobieństwo z Portretem Rafaela Esteve Vilelli z 1815 roku. Według Valentína Carderery syn aktorki posiadał dwa portrety matki namalowane przez Goyę w 1810 i 1811, nie wiadomo, czy obraz z National Gallery to jeden z nich. Fakt, że obraz pozostał w rodzinie aktorki aż do początku XX wieku sugeruje, że został zamówiony przez jej męża, być może przed wyjazdem do Francji w maju 1804 roku.

## Opis obrazu
Sportretowana aktorka siedzi w eleganckiej, wyprostowanej pozycji na szerokiej sofie w stylu Ludwika XVI, obitej złotawą adamaszkową tkaniną, która nadaje portretowi blasku. Ten mebel był często używanym rekwizytem w madryckiej pracowni Goi, dlatego prawdopodobnie tam powstał portret. Ubrana jest w modną suknię z czarnego jedwabiu z wysokim stanem, w stylu empire. Dekolt sukni jest ozdobiony białą koronką, a czarna koronkowa mantyla w naturalny sposób opada jej na ramiona. Na tle mantyli, namalowanej krótkimi i energicznym pociągnięciami pędzla, połyskują kolczyki w kształcie koła. W dłoniach trzyma zamknięty wachlarz, być może z kości słoniowej, a jej ręce okrywają jedwabiste rękawiczki bez palców. Jej spojrzenie jest nieco melancholijne, a w uśmiechu pojawia się szczypta ironii. Brak atrybutów, które zdradzałyby nazwisko lub pozycję społeczną portretowanej. Goya w harmonijny sposób łączy czerń i złoto tworząc portret będący hołdem dla aktorki, którą podziwiał.

## Proweniencja
Do 1901 roku portret należał do krewnych aktorki Antonia i Adelaidy Gil w Madrycie, a następnie znajdował się w londyńskiej filii M. Knoedler & Co. Został kupiony w Londynie przez finansistę Sir Otto Beita ok. 1911. W 1930 obraz odziedziczył jego syn Sir Alfred Beit, który wystawił go w mieszczącym jego prywatną kolekcję sztuki Russborough House. Obraz został dwukrotnie skradziony z Russborough House: w 1974 i 1986 roku. W kwietniu 1974 brytyjska dziedziczka Rose Dugdale i jej trzech irlandzkich wspólników z IRA ukradli z Russborough House dziewiętnaście obrazów, w tym portret Antonii Zárate. Wyrywali płótna z ram śrubokrętem lub wycinali nożami. Wszystkie obrazy zostały odzyskane tydzień później w domu w Glandore w West Cork i wróciły do Beita. W 1986 kradzieży dokonał Martin Cahill, który wraz ze wspólnikami zrabował z Russborough House osiemnaście obrazów. Oprócz Goi były to także dzieła Rubensa, Gainsborough, Metsu i Vermeera. W tym czasie Beit negocjował przekazanie obrazów do National Gallery of Ireland, donacja została sfinalizowana w 1987, mimo że niektóre obrazy, w tym Goya, wciąż pozostawały nieodnalezione. Część obrazów zostało odnalezionych w 1993 roku w Antwerpii, w bagażniku samochodu zaparkowanego na lotnisku. Portret autorstwa Goi znajdował się zrolowany w torbie golfowej. Był najbardziej uszkodzony spośród wszystkich obrazów skradzionych z Russborough. W wyniku zwinięcia płótna farba odpadła w kilku miejscach. Wcześniej płótno zostało wycięte z ramy ostrym narzędziem, a na powierzchni zostały ślady cięcia. Obraz został odrestaurowany w National Gallery of Ireland, gdzie obecnie się znajduje.